# Фридрих I фон Ротенбург
Фридрих I фон Ротенбург (на немски: Friedrich I, Graf von Rothenburg; † сл. 1209 или сл. 1216) от фамилията на графовете на Байхлинген, е граф на Ротенбург.

## Произход
Той е вторият син на Фридрих II фон Байхлинген († 1189) и съпругата му фон Арнщайн, дъщеря на Валтер III фон Арнщайн († ок. 1196) и фон Баленщет, внучка на Албрехт I фон Бранденбург „Мечката“, дъщеря на граф Адалберт III фон Баленщет († 1173) и Аделхайд фон Ветин († 1181), вдовицата на крал Свен III от Дания и Зеланд († 1157). Брат е на граф Фридрих II (III) фон Байхлинген († 1218) и на Херман фон Байхлинген († 1219).

## Фамилия
Фридрих I фон Ротенбург се жени за братовчедката си фон Арнщайн, дъщеря на Валтер III фон Арнщайн († ок. 1196) и Гертруд фон Баленщет († сл. 1194), дъщеря на граф Адалберт III фон Баленщет († 1171) и Аделхайд фон Ветин-Майсен († 1181), вдовицата на крал Свен III от Дания и Зеланд († 1157). Те имат един син:
- Фридрих фон Ротенбург († 25 февруари 1268), женен за Хедвиг († сл. 1268); нямат деца